# 812 Adele
812 Adele је астероид главног астероидног појаса са средњом удаљеношћу од Сунца која износи 2,658 астрономских јединица (АЈ).
Апсолутна магнитуда астероида је 11,5 а геометријски албедо 0,220.